# Priaulx League
La Priaulx League es la liga de fútbol de alto nivel en la isla de Guernsey y está organizada por la Asociación de Fútbol de Guernsey. Aunque la liga está afiliada a la Asociación Inglesa de Fútbol, no forma parte del sistema de ligas del fútbol inglés. El ganador de la Priaulx League juega contra el campeón de la Jersey Football Combination por el Upton Park Trophy.

## Equipos de la temporada 2023-24
- Alderney
- Belgrave Wanderers
- Guernsey Rangers
- Guernsey Rovers
- Northerners
- St. Martins
- Sylvans
- Vale Recreation

## Sistema de competición
La liga consta de ocho equipos. Todos los clubes juegan tres veces contra cada equipo, de manera que el club que obtiene el mayor puntaje al final del torneo es proclamado campeón.

## Historial
| Temporada | Campeón                                                                |
| --------- | ---------------------------------------------------------------------- |
| 1893-94   | Band Company, 2nd Batt. Royal Fusilliers                               |
| 1894-95   | G & H Company Royal Fusilliers                                         |
| 1895-96   | 10 Company, W Division, R.A.                                           |
| 1896-97   | 2nd Batt. P.A. Somerset L.I.                                           |
| 1897-98   | 2nd Batt. Wilts.                                                       |
| 1898-99   | 2nd Batt. Wilts.                                                       |
| 1899-00   | Northerners                                                            |
| 1900-01   | Northerners                                                            |
| 1901-02   | Grange                                                                 |
| 1902-03   | Northerners                                                            |
| 1903-04   | 2nd Batt. Leicesters                                                   |
| 1904-05   | 2nd Batt. Manchesters                                                  |
| 1905-06   | 2nd Batt. Manchesters                                                  |
| 1906-07   | 2nd Batt. Manchesters                                                  |
| 1907-08   | Northerners                                                            |
| 1908-09   | 2nd Middlesex Regiment                                                 |
| 1909-10   | Northerners                                                            |
| 1910-11   | 2nd Batt. Royal Irish Regiment                                         |
| 1911-12   | 2nd Batt. Royal Irish Regiment                                         |
| 1912-13   | Northerners                                                            |
| 1913-14   | Yorkshire Regiment                                                     |
| 1914-19   | Liga no disputada debido a la Primera Guerra Mundial                   |
| 1919-20   | Belgrave Wanderers                                                     |
| 1920-21   | Northerners                                                            |
| 1921-22   | Northerners                                                            |
| 1922-23   | Athletics                                                              |
| 1923-24   | Northerners                                                            |
| 1924-25   | Guernsey Rangers                                                       |
| 1925-26   | Northerners                                                            |
| 1926-27   | Northerners                                                            |
| 1927-28   | Northerners                                                            |
| 1928-29   | Northerners                                                            |
| 1929-30   | Northerners                                                            |
| 1930-31   | Guernsey Rangers                                                       |
| 1931-32   | Northerners                                                            |
| 1932-33   | Northerners                                                            |
| 1933-34   | Guernsey Rangers                                                       |
| 1934-35   | Guernsey Rangers                                                       |
| 1935-36   | Northerners                                                            |
| 1936-37   | Northerners                                                            |
| 1937-38   | Guernsey Rangers                                                       |
| 1938-39   | Guernsey Rangers                                                       |
| 1939-46   | Liga no disputada debido a la Segunda Guerra Mundial                   |
| 1946-47   | Belgrave Wanderers                                                     |
| 1947-48   | Northerners                                                            |
| 1948-49   | Guernsey Rangers                                                       |
| 1949-50   | Guernsey Rangers                                                       |
| 1950-51   | Guernsey Rangers                                                       |
| 1951-52   | Guernsey Rangers                                                       |
| 1952-53   | Northerners                                                            |
| 1953-54   | Guernsey Rangers                                                       |
| 1954-55   | Guernsey Rangers                                                       |
| 1955-56   | Guernsey Rangers                                                       |
| 1956-57   | Northerners                                                            |
| 1957-58   | Guernsey Rangers                                                       |
| 1958-59   | Guernsey Rangers                                                       |
| 1959-60   | Belgrave Wanderers                                                     |
| 1960-61   | Northerners                                                            |
| 1961-62   | Northerners                                                            |
| 1962-63   | Northerners                                                            |
| 1963-64   | St. Martins                                                            |
| 1964-65   | St. Martins                                                            |
| 1965-66   | St. Martins                                                            |
| 1966-67   | St. Martins                                                            |
| 1967-68   | St. Martins                                                            |
| 1968-69   | St. Martins                                                            |
| 1969-70   | St. Martins                                                            |
| 1970-71   | St. Martins                                                            |
| 1971-72   | St. Martins                                                            |
| 1972-73   | Vale Recreation                                                        |
| 1973-74   | Vale Recreation                                                        |
| 1974-75   | Vale Recreation                                                        |
| 1975-76   | Vale Recreation                                                        |
| 1976-77   | Vale Recreation                                                        |
| 1977-78   | Guernsey Rangers                                                       |
| 1978-79   | St. Martins                                                            |
| 1979-80   | Guernsey Rangers                                                       |
| 1980-81   | Vale Recreation                                                        |
| 1981-82   | Vale Recreation                                                        |
| 1982-83   | Vale Recreation                                                        |
| 1983-84   | Vale Recreation                                                        |
| 1984-85   | St. Martins                                                            |
| 1985-86   | Vale Recreation                                                        |
| 1986-87   | Vale Recreation                                                        |
| 1987-88   | Vale Recreation                                                        |
| 1988-89   | Vale Recreation                                                        |
| 1989-90   | Northerners                                                            |
| 1990-91   | Northerners                                                            |
| 1991-92   | Northerners                                                            |
| 1992-93   | Vale Recreation                                                        |
| 1993-94   | Sylvans                                                                |
| 1994-95   | Sylvans                                                                |
| 1995-96   | Sylvans                                                                |
| 1996-97   | Sylvans                                                                |
| 1997-98   | Sylvans                                                                |
| 1998-99   | Sylvans                                                                |
| 1999-00   | Sylvans                                                                |
| 2000-01   | Sylvans                                                                |
| 2001-02   | Sylvans                                                                |
| 2002-03   | Vale Recreation                                                        |
| 2003-04   | St. Martins                                                            |
| 2004-05   | Sylvans                                                                |
| 2005-06   | Belgrave Wanderers                                                     |
| 2006-07   | Northerners                                                            |
| 2007-08   | Belgrave Wanderers                                                     |
| 2008-09   | Northerners                                                            |
| 2009-10   | Belgrave Wanderers                                                     |
| 2010-11   | St. Martins                                                            |
| 2011-12   | Northerners                                                            |
| 2012-13   | Belgrave Wanderers                                                     |
| 2013-14   | Belgrave Wanderers                                                     |
| 2014-15   | Northerners                                                            |
| 2015-16   | Northerners                                                            |
| 2016-17   | Guernsey Rovers                                                        |
| 2017-18   | Guernsey Rovers                                                        |
| 2018-19   | St. Martins                                                            |
| 2019-20   | Temporada declarada nula y sin efecto debido a la pandemia de COVID-19 |
| 2020-21   | St. Martins                                                            |
| 2021-22   | St. Martins                                                            |
| 2022-23   | Guernsey Rovers                                                        |

## Palmarés
| Club                                     | Títulos | Años de los campeonatos |
| ---------------------------------------- | ------- | --- |
| Northerners                              | 32      | 1900, 1901, 1903, 1908, 1910, 1913, 1921, 1922, 1924, 1926, 1927, 1928, 1929, 1930, 1932, 1933, 1936, 1937, 1948, 1953, 1957, 1961, 1962, 1963, 1990, 1991, 1992, 2007, 2009, 2012, 2015, 2016 |
| Guernsey Rangers                         | 17      | 1925, 1931, 1934, 1935, 1938, 1939, 1949, 1950, 1951, 1952, 1954, 1955, 1956, 1958, 1959, 1978, 1980                                                                                           |
| St. Martins                              | 16      | 1964, 1965, 1966, 1967, 1968, 1969, 1970, 1971, 1972, 1979, 1985, 2004, 2011, 2019, 2021, 2022                                                                                                 |
| Vale Recreation                          | 15      | 1973, 1974, 1975, 1976, 1977, 1981, 1982, 1983, 1984, 1986, 1987, 1988, 1989, 1993, 2003 |
| Sylvans                                  | 10      | 1994, 1995, 1996, 1997, 1998, 1999, 2000, 2001, 2002, 2005 |
| Belgrave Wanderers                       | 8       | 1920, 1947, 1960, 2006, 2008, 2010, 2013, 2014 |
| 2nd Batt. Manchesters                    | 3       | 1905, 1906, 1907 |
| Guernsey Rovers                          | 3       | 2017, 2018, 2023 |
| 2nd Batt. Royal Irish Regiment           | 2       | 1911, 1912 |
| 2nd Batt. Wilts.                         | 2       | 1898, 1899 |
| 10 Company, W Division, R.A.             | 1       | 1896 |
| 2nd Batt. Leicesters                     | 1       | 1904 |
| 2nd Batt. P.A. Somerset L.I.             | 1       | 1897 |
| 2nd Middlesex Regiment                   | 1       | 1909 |
| Athletics                                | 1       | 1923 |
| Band Company, 2nd Batt. Royal Fusilliers | 1       | 1894 |
| G & H Company Royal Fusilliers           | 1       | 1895 |
| Grange                                   | 1       | 1902 |
| Yorkshire Regiment                       | 1       | 1914 |